# Balcon Saint-Eustache
Balcon Saint-Eustache är en gata i Quartier des Halles i Paris första arrondissement. Balcon Saint-Eustache, som till viss del är täckt av ett glastak, är uppkallad efter kyrkan Saint-Eustache.

## Omgivningar
- Saint-Eustache
- Hallarna
- Jardin Nelson-Mandela
- Palais-Royal
- Fontaine des Innocents

## Bilder
| - Gatuskylt. - Balcon Saint-Eustache. - Fontaine des Innocents. |

## Kommunikationer
- Tunnelbana – linjerna  – Les Halles

### Webbkällor
- ”Balcon Saint-Eustache”. Mairie de Paris. https://web.archive.org/web/20160303170211/http://www.v2asp.paris.fr/commun/v2asp/v2/nomenclature_voies/Voieactu/0627.nom.htm. Läst 10 september 2022.